# Волпянка
Волпянка (бел. Ваўпянка) — река в Волковысском районе Гродненской области Белоруссии, левый приток реки Россь.
Длина — 31 км, площадь водосборного бассейна — 165 км², среднегодовой расход воды в устье 0,8 м³/с, средний наклон водной поверхности 2 ‰.
Река берёт начало около деревни Шнипово, генеральное направление течения — север, затем северо-восток.
Река течёт по Волковысской возвышенности. Долина выразительная, пойма двухсторонняя. Русло извилистое, неразветвлённое, в течение 16,4 км канализировано. Берега умеренно крутые. Около деревни Терешки создан пруд площадью 0,06 км².
Именованных притоков не имеет, принимает сток из мелиоративных каналов. Около села Верейки соединена каналом с рекой Веретейка (приток Свислочи). Почти всё течение проходит по безлесой местности, берега плотно заселены. Волпянка протекает посёлок Волпа, деревни Готевичи, Зубовщина, Терешки, Мильковцы, Огородники, Мыслюки, Мартяновцы, Дятловцы, Заречаны, Длугополь, Половки, Александровка и ряд более мелких.
Впадает в Волповское водохранилище у деревни Ковали (создано на реке Россь при слиянии с Волпянкой).